# Mechanitis mazaeus
Mechanitis mazaeus är en fjärilsart som beskrevs av William Chapman Hewitson 1860. Mechanitis mazaeus ingår i släktet Mechanitis och familjen praktfjärilar. Inga underarter finns listade i Catalogue of Life.

## Bildgalleri

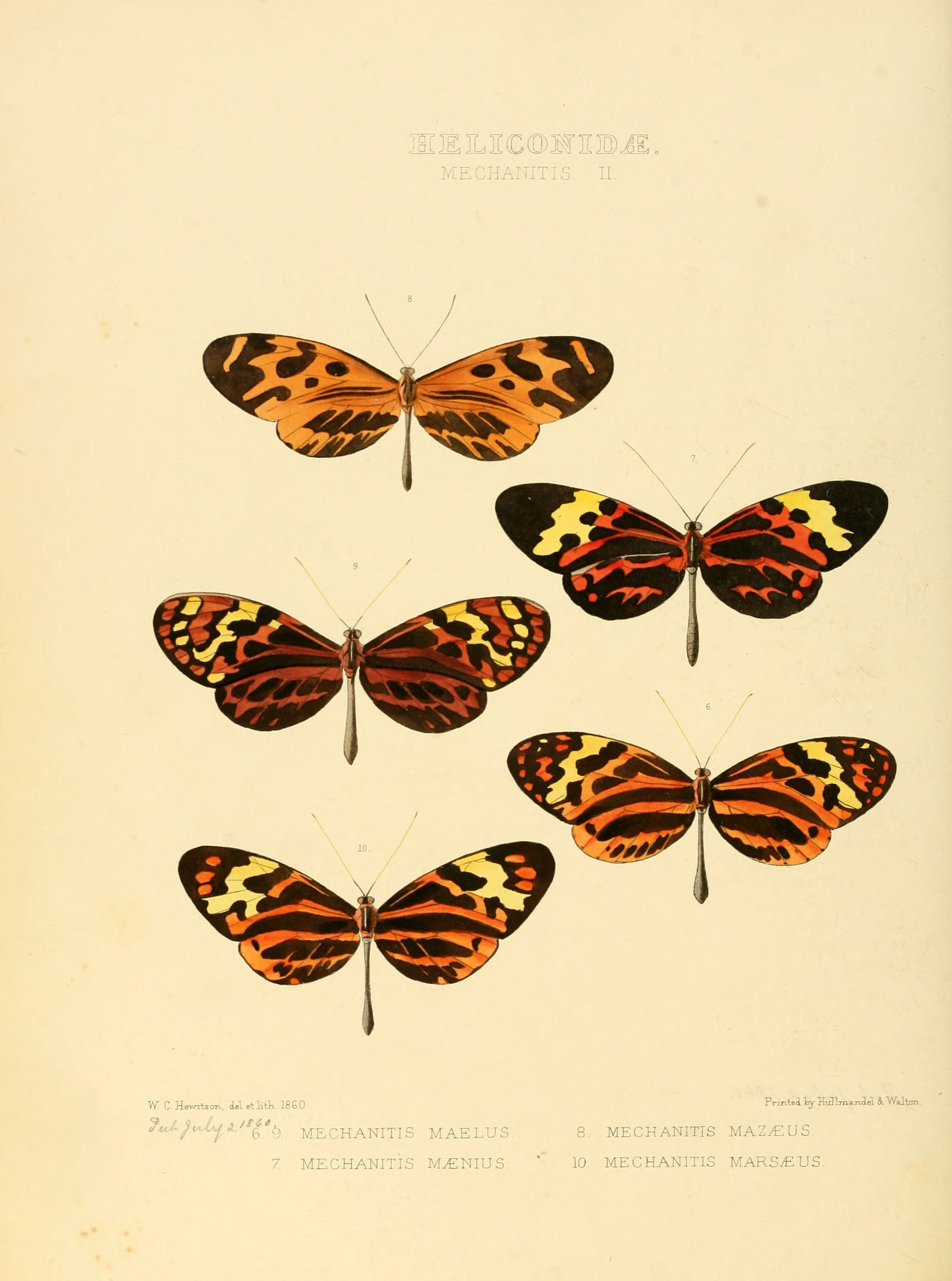